# Głogowiec (Gołogóra)
Głogowiec – nazwa niestandaryzowana, przysiółek wsi Gołogóra w Polsce, położona w województwie zachodniopomorskim, w powiecie koszalińskim, w gminie Polanów.
Leży około 2 km na północny wschód od Gołogóry i około 300 m na zachód od Starego Wiatrowa.
Dawniej gromada w gminie Polanów w powiecie sławieńskim w województwie koszalińskim. W latach 1954–1971 w gromadzie Żydowo, a w 1972 w gromadzie Polanów.